# Паспебјак
Паспебјак (фр. Paspébiac) је град у Канади у покрајини Квебек. Према резултатима пописа 2011. у граду је живело 3.198 становника.

## Становништво
Према резултатима пописа становништва из 2011. у граду је живело 3.198 становника, што је за 3,4% мање у односу на попис из 2006. када је регистровано 3.309 житеља. 
| 2006. | 2011. |
| ----- | ----- |
| 3.309 | 3.198 |